# Mexicas de Mexico
Stade
Champion 2018
Les Mexicas de Mexico sont une équipe mexicaine de football américain basée à Mexico. Elle participe à la Ligue de football américain (LFA) du Mexique, dans la division Centre. L'équipe est née de la transformation de l'équipe des Eagles, l'une des 4 équipes fondatrices de la LFA. Ils deviennent champions de la ligue en remportant le Tazón México III. L’équipe des Eagles entre 2016 et 2017 et plus tard celle des Mexicas en 2018 disputent leurs matchs à domicile à l’Estadio Jesús Martínez "Palillo", mais à partir de 2019, ils auront lieu au Campo del Casco de Santo Tomás.

## Histoire

### Eagles de Mexico

Le logo des Eagles de Mexico en 2016 et 2017.

L'équipe est créée en novembre 2015 dans le but de participer à la saison inaugurale de la LFA en février 2016. Cette saison et la suivante, elle est administrée directement par la ligue. Son nom est choisi parce que le camp d'entraînement de 2016 est à Azcapotzalco et qu'il accueille les Águilas Blancs de l'institut polytechnique national. Les joueurs de cette institution s'identifient à l'équipe et se présentent au try out pour appartenir à la franchise.
Les Eagles font leurs débuts dans la LFA le 21 février 2016, s'inclinant 30 à 28 contre les Condors. Cependant, ils remportent leur première victoire 7 jours plus tard, avec un score de 29-27 contre les Raptors de Naucalpan. À la fin de leur première saison (2016), ils ne peuvent pas atteindre les séries éliminatoires. Lors de la deuxième saison (2017), ils atteignent la finale du championnat de la division centrale, mais sont battus 40-18 par les Mayas.

### Mexicas de Mexico
Avant la troisième saison, plusieurs équipes sont franchisées. Dans le cas des Eagles, elle est acquise le 5 octobre 2017 par Marco Antonio Conde, directeur de l'université del Conde de Coatepec, Veracruz. Avec l’arrivée du nouveau franchisé, les Eagles sont renommés Mexicas, surnom utilisé par les équipes sportives de la maison d’études susmentionnée, de même, le logo est également été modifié et les couleurs de l’équipe sont remplacées: rouge et noir au lieu de rouge et blanc.

#### Saison 2018
Au cours de sa première saison en tant que Mexicas (2018), l'équipe obtient d'excellents résultats puisqu'il n'a perdu que deux matchs au cours de la saison, un pour un point et un autre pour sept points et un pour forfait. Ils remportent le championnat de la division centrale après avoir battu les Mayas 27-17, ce qui leur permet de se qualifier pour le Tazón México III, un match qui se déroule le 22 avril 2018 à l'Estadio Azul, au cours duquel les Mexicas remportent leur premier titre LFA en battant les Raptors 17-0. L’équipe suscite également la controverse en refusant de disputer la troisième semaine contre les Dinos de Saltillo, après une grave blessure au genou infligée au wide receiver Mubalama Massimango lors de la première semaine n’ayant pas été correctement traitée par la LFA. Bien que la Ligue reconnaisse que la police d’assurance des frais médicaux pose un problème administratif, l’équipe est punie en perdant le match, et condamnée à payer une amende de 657 820 pesos (environ 32 000 USD) et de changer de propriétaire pour la saison 2019.
En septembre 2018, les nouveaux franchisés de l'équipe sont annoncés ainsi que le passage du stade Palillo Martínez au Campo del Casco de Santo Tomás à partir de la saison 2019.

#### Saison 2019
Lors de sa quatrième campagne, Enrique Zárate est chargé de l'équipe. Les Mexicas obtiennent un bilan négatif de 2-6 en saison régulière, une mauvaise campagne après avoir atteint la finale de la division pour la deuxième fois, et remporté de Tazón México IV la saison précédente.

#### Saison 2020
Durant l'entre-saison, les Mexicas changent de stade et passent du Casco de Santo Tomas à l'Estadio de Perros Negros, situé à Naucalpan. L'équipe sera dirigée par un nouvel entraîneur, Héctor Toxqui prenant la place de Enrique Zárate.

## La draft
| Tour | Sél | Prénom          | Nom              | Université          |
| ---- | --- | --------------- | ---------------- | ------------------- |
| 1    | 2   | Mauricio Jacob  | Vargas Hernandez | Potros Salvajes     |
| 2    | 8   | Leonardo        | Cabrera Mujica   | Aguilas Blancas     |
| 3    | 14  | José Luis       | Santana          | Águilas Blancas IPN |
| 4    | 20  | Carlos          | Santos Rodriguez | Águilas Blancas IPN |
| 5    | 26  | Ditter Emmanuel | Smith Espinoza   | Burros Blancos      |
| 6    | 32  | Abraham         | Assennatto Bravo | Burros Blancos      |
| 7    | 38  | Fernando        | Alvarez Duran    | Linces UVM          |

## Les joueurs
| N° | Joueur                                   | Pos  | Poids | Taille | Âge | Équipe universitaire |
| -- | ---------------------------------------- | ---- | ----- | ------ | --- | -------------------- |
| 1  | JOSÉ LUIS MEZA MATUS                     | LB   | 89    | 1.71   | 34  | AGUILAS BLANCAS IPN  |
| 3  | JAVIER FERNANDO ARROYO FLORES            | LB   |       |        |     |                      |
| 2  | CARLOS EDUARDO SORIA ARCADA              | K    | 92    | 1.79   | 24  | PUMAS CU             |
| 5  | RICARDO F. QUINTANA RIOS                 | QB   | 93    | 1.75   | 29  | BURROS BLANCOS IPN   |
| 6  | MAURICIO ANTONIO JORDÁN VALDES           | WR   | 95    | 1.75   | 32  | LINCES UVM           |
| 7  | JOSE ANTONIO RAMIREZ OLIVARES            | DL   | 92    | 1.79   | 29  | EAGLES               |
| 9  | CARLOS YAIR SALGADO MONTIEL              | FB   | 105   | 1.78   | 34  | FRAILES TEPEYAC      |
| 10 | JORGE MUÑIZ ESCAMILLA                    | WR   | 95    | 1.9    | 28  | BORREGOS CEM         |
| 11 | DIEGO ISRAEL CASTRO CABRERA              | WR   | 95    | 1.82   | 27  | BURROS BLANCOS IPN   |
| 12 | HUMBERTO ALDAIR IBAÑEZ DIEGO             | DB/P | 80    | 1.8    | 26  | AGUILAS BLANCAS IPN  |
| 14 | ARMANDO ERAZO PÉREZ                      | DB   | 83    | 1.75   | 26  | HALCONES UV          |
| 15 | GERARDO RAMOS PASTRANA                   | QB   | 78    | 1.8    | 26  | LEONES ANAHUAC       |
| 17 | DITTER EMMANUEL SMITH ESPINOSA           | WR   | 82    | 1.76   | 26  | BURROS BLANCOS IPN   |
| 18 | JOSÉ RAÚL MATEOS SAN ROMÁN               | FS   |       |        |     | AGUILAS BLANCAS IPN  |
| 19 | TERRIL GOURDINE                          | RB   | 95    | 1.75   |     |                      |
| 20 | GERARDO GIL HERNANDEZ                    | DB/P | 79    | 1.75   | 32  | MAYAS                |
| 21 | MAURICIO GARCIA ROBLES                   | WR   | 78    | 1.8    | 28  | U. ANÁHUAC NORTE     |
| 22 | FERNANDO ALVAREZ DURAN                   | WR   | 89    | 1.70   | 24  | LINCES UVM           |
| 23 | MARCO ANTONIO LOZANO GACHUZ              | DB   | 85    | 1.78   | 26  | EAGLES               |
| 24 | RODRIGO ALVAREZ CHAVEZ                   | DB   | 83    | 1.82   | 24  | LEONES ANAHUAC       |
| 25 | CARLOS SANTOS RODRIGUEZ                  | LB   | 88    | 1.78   | 25  | AGUILAS BLANCAS IPN  |
| 30 | MARIO ALFONSO SALGADO MONTIEL            | DL   | 88    | 1.86   | 29  | FRAILES TEPEYAC      |
| 31 | WALTER ARSENIO ALVAREZ MANZI             | DL   | 125   | 1.8    | 32  | PUMAS ACATLAN        |
| 32 | LEONEL MENDOZA GÓMEZ                     | DB   | 88    | 1.73   | 26  | AGUILAS BLANCAS IPN  |
| 33 | VLADIMIR ARAIZA GARCÍA                   | RB   | 78    | 1.8    | 33  | PUMAS UNAM           |
| 40 | JOVANNI CARRILLO LARIOS                  | LB   | 100   | 1.8    | 28  | AGUILAS BLANCAS IPN  |
| 47 | JOSE LUIS SANTANA DELGADO                | LB   | 94    | 1.75   | 25  | AGUILAS BLANCAS IPN  |
| 51 | FRANCISCO IVAN SAINZ OLMOS               | OL   | 114   | 1.87   | 29  | HALCONES UV          |
| 53 | ABRAHAM ASSENNATTO BRAVO                 | OL   | 105   | 1.81   | 25  | BURROS BLANCOS IPN   |
| 55 | JAVIER ALEJANDRO CHAVEZ VILCHIS          | OL   | 155   | 1.97   | 31  | FRAILES TEPEYAC      |
| 57 | OSCAR OLIVARES GARCÍA                    | LB/K | 108   | 1.9    | 28  | POTROS SALVAJES UAEM |
| 59 | RAFAEL ABRAHAM SÁNCHEZ ROJAS             | OL   | 135   | 1.86   | 36  | PIELES ROJAS         |
| 65 | EDUARDO AGUIRRE ESPINOZA DE LOS MONTEROS | OL   | 115   | 1.85   | 25  | MAYAS                |
| 69 | JORGE ALBERTO RAMÍREZ PELLÓN             | OL   | 160   | 2.04   | 28  | POTROS SALVAJES UAEM |
| 73 | LEONEL RAMÍREZ GUTIÉRREZ                 | OL   | 115   | 1.8    | 27  | BURROS BLANCOS IPN   |
| 75 | MAURICIO JACOB VARGAS HERNÁNDEZ          | OL   | 148   | 1.98   | 26  | POTROS SALVAJES UAEM |
| 81 | DANIEL RAMÍREZ GÓMEZ                     | WR   | 83    | 1.75   | 27  | AGUILAS BLANCAS IPN  |
| 84 | GUILLERMO ALBERTO VILLALOBOS ZANABRIA    | WR   | 82    | 1.82   | 26  | BORREGOS CEM         |
| 90 | RAFAEL ROJAS REYES                       | DL   | 108   | 1.9    | 28  | BURROS BLANCOS IPN   |
| 91 | ISAAC GIL HERNÁNDEZ                      | DL   | 85    | 1.68   | 33  | MAYAS                |
| 94 | LEONARDO CABRERA MUJICA                  | DL   | 86    | 1.74   | 25  | AGUILAS BLANCAS IPN  |
| 98 | JORGE ALEJANDRO GAMBOA VERA              | DL   | 113   | 1.79   | 24  | UACH, CONDORS        |
| 99 | JUAN MANUEL HUESCA HERNÁNDEZ             | DL   | 120   | 1.85   | 27  | PUMAS UNAM           |

## Les statistiques
| Saison | Entraîneur       | Saison régulière | Saison régulière | Saison régulière   | Playoffs | Playoffs | Playoffs                                                |
| Saison | Entraîneur       | Bilan            | Pct              | Classement         | Bilan    | Pct      | Résultat                                                |
| ------ | ---------------- | ---------------- | ---------------- | ------------------ | -------- | -------- | ------------------------------------------------------- |
| 2016*  | Antonio Sandoval | 3-3              | 0.500            | 3e de la ligue     | -        | -        | non qualifiés                                           |
| 2017*  | José Campuzano   | 4-3              | 0.571            | 2e Division Centre | 0-1      | 0.000    | Défaite au championnat de division Mayas 18-40          |
| 2018   | Rafael Duk       | 4-3              | 0.571            | 2e Division Centre | 2-0      | 1.000    | Vainqueur du Tazón México III Raptors de Naucalpan 17-0 |
| 2019   | Enrique Zárate   | 2-6              | 0.250            | 4e Division Centre | -        | -        | non qualifiés                                           |

* en tant qu'Eagles

## Le calendrier
| Semaine | Date       | Heure  | Adversaire |
| ------- | ---------- | ------ | ---------- |
| 1       | 24 février | 12 h 0 | Condors    |
| 2       | 3 mars     | 15 h 0 | Mayas      |
| 3       | 10 mars    | 15 h 0 | Artilleros |
| 4       | 17 mars    | 12 h 0 | Dinos      |
| 5       | 24 mars    | 15 h 0 | Raptors    |
| 6       | 31 mars    | 12 h 0 | Condors    |
| 7       | 7 avril    | 15 h 0 | Mayas      |
| 8       | 14 avril   | 15 h 0 | Artilleros |